# Романове (заповідне урочище)
Романове — заповідне урочище місцевого значення. Об'єкт розташований на території Звенигородського району Черкаської області, село Селище.
Площа — 3 га, статус отриманий у 2000 році.